# Friedrich Ludwig Jahn
Friedrich Ludwig Jahn (Lanz, kraj Perelberga, 11. kolovoza 1778. – Freyburg an der Unstrut, 15. listopada 1852.), njemački pedagog i filozof. 
Utemeljitelj je njemačkog sustava gimnasticiranja i gimnastičkih klubova, zbog čega je dobio nadimak “Turnvater”. Nakon studija teologije, povijesti i filologije, učitelj je u srednjim školama u Jeni, Göttingenu i Berlinu (1809.), gdje počinje program tjelesnih aktivnosti za učenike. Izumio je vježbe na prečkama, razboju, konju i gredi koje su postale standardne u gimnastici, a 1811. osniva prvi gimnastički klub. Zbog rodoljubnih ideja i utjecaja na mladež osuđen je 1819. na dvije godine zatvora. U progonstvu je do 1825. u Kolbergu, a zatim živi povučeno. Izabran je 1848. u nacionalnu skupštinu.